# Revolutions per Minute (álbum de Rise Against)
Revolutions per Minute es el segundo álbum de la banda Rise Against lanzado el 8 de abril de 2003 por Fat Wreck Chords. Contiene los sencillos «Heaven Knows» y «Like The Angel» así como una versión de la canción «Any Way You Want It» de la banda Journey.
El álbum se lanzó en una versión limitada en vinilo. Este fue el último disco de la banda bajo el sello de Fat Wreck Chords antes de trabajar con Geffen Records, con la cual lanzaron  el álbum Siren Song of the Counter Culture en 2004.

## Lista de canciones
1. «Black Masks and Gasoline» – 2:59
2. «Heaven Knows» – 3:23
3. «Dead Ringer» – 1:31
4. «Halfway There» – 3:41
5. «Like the Angel» – 2:46
6. «Voices Off Camera» – 2:17
7. «Blood-Red, White, and Blue» – 3:38
8. «Broken English» – 3:25
9. «Last Chance Blueprint» – 2:14
10. «To the Core» – 1:33
11. «Torches» – 3:41
12. «Amber Changing» – 3:39
13. «Any Way You Want It» (versión de Journey) – 2:57

- La canción 13 es un pista oculta

## Créditos
- Tim McIlrath – Voz, guitarra
- Todd Mohney – Guitarra, coros
- Joe Principe – Bajo, coros
- Brandon Barnes – Batería

Otros datos
- Chad Price – Coros adicionales

- Datos: Q808795